# Denis Railewitsch Scharipow
Denis Railewitsch „electroNic“ Scharipow (russisch Денис Раилевич Шарипов; * 2. September 1998) ist ein russischer E-Sportler in der Disziplin Counter-Strike 2 (CS2). Er spielt derzeit für das Team Virtus.pro.

## Karriere
Scharipow spielte zu Beginn seine Karriere hauptsächlich in kleineren und in Qualifikationsturnieren bei kleineren Clans. In seinem ersten professionellen Jahr spielte er für ACES, Evolution, Evolution.Light, Infernal Paradise, Rebels, Team Empire und NokSuKao.
Im September 2016 wechselte zum Team FlipSid3 Tactics. Mit FlipSid3 Tactics siegte er bei der DreamHack Open Leipzig 2017 und er erreichte das Finale bei der ESEA Season 25: Global Challenge. Er spielte in diesem Jahr seine ersten beiden Major-Turniere. Das Eleague Major: Atlanta 2017 beendete er auf dem 15.–16. Platz, während er das PGL Major Kraków 2017 auf dem 9.–11. Rang abschloss.
Nachdem er im Dezember 2017 zum Team Natus Vincere wechselte, konnte er im Dezember die DreamHack Open Winter 2017 gewinnen. Im nächsten Jahr gewann er mit Navi die StarSeries & i-League CS:GO Season 5, die CS:GO Asia Championships 2018. die ESL One: Cologne 2018 und die Blast Pro Series: Copenhagen 2018. Zudem erreichte er das Finale bei der StarLadder & i-League StarSeries Season 4, der Epicenter 2018 und der Blast Pro Series: Lisbon 2018. Überdies erreichte er das Halbfinale bei der ESL Pro League Season 7 und der Eleague CS:GO Premier 2018 mit Natus Vincere und das Halbfinale der World Electronic Sports Games 2017 mit der russischen Nationalmannschaft. Das Major Eleague Major: Boston 2018 beendete er nach einer Niederlage gegen den Faze Clan auf dem 3.–4. Rang, während er das Faceit Major: London 2018 nach einer Niederlage gegen Astralis auf dem zweiten Platz abschloss. Für seine Einzelleistungen wurde er erstmals von HLTV als 4. in die Liste der zwanzig besten Spieler des Jahres gewählt.
2019 siegte Scharipow bei der StarSeries & i-League CS:GO Season 7. Außerdem erreichte er das Finale bei der GG.Bet Ice Challenge 2019 und das Halbfinale bei der ESL One: Cologne 2019, der DreamHack Masters Malmö 2019, der Blast Pro Series: Copenhagen 2019 und der ESL Pro League Season 10. Im IEM Major: Katowice 2019 erreichte er das Halbfinale und im StarLadder Berlin Major 2019 das Viertelfinale. Erneut wurde er als 6. in die Liste der besten Spieler des Jahres aufgenommen.
Im folgenden Jahr gewann er die IEM Katowice 2020 und die WePlay! Clutch Island. Zudem erreichte er den zweiten Rang bei der Ice Challenge 2020, der ESL Pro League Season 12: Europe und der Intel Extreme Masters XV - Beijing Online: Europe. Überdies erreichte er in vielen Turnieren die Play-off-Phase. In diesem Jahr wurde er als fünftbester Spieler des Jahres ausgezeichnet. Zudem erhielt er von HLTV seine erste MVP-Auszeichnung bei der Ice Challenge 2020.
2021 gewann er das Blast Premier: Global Final 2020, die DreamHack Masters Spring 2021, das StarLadder CIS RMR 2021, die Intel Extreme Masters XVI - Cologne, die ESL Pro League Season 14, das Blast Premier: Fall Finals 2021 und das Blast Premier: World Final 2021. Zudem erreichte er den zweiten Platz bei der Blast Premier: Spring Finals 2021 und der Intel Extreme Masters XVI - Fall: CIS. Beim PGL Major Stockholm 2021 konnte er mit einem 2:0-Sieg gegen G2 Esports seinen ersten Major-Titel gewinnen. Aufgrund der zahlreichen Turniererfolge gewann er die dritte Ausgabe des Intel Grand Slams. Scharipow wurde als 7. erneut in die Liste der besten Spieler gewählt.
2022 erreichte er das Halbfinale bei der IEM Katowice 2022.
Er gehört nach Preisgeld zu den erfolgreichsten E-Sportlern Russlands und ist gleichzeitig der erfolgreichste CS:GO-Spieler des Landes.
Im April 2024 wechselte er nach dem Ausscheiden im Viertelfinale beim PGL Major Kopenhagen von Cloud9 zu der russisch-armenischen Organisation Virtus.pro.

## Persönliches
Scharipow wurde im Jahr 2019 Vater.